# リズム・アンド・ブルース
リズム・アンド・ブルース（英: rhythm and blues）は、ポピュラー・音楽のジャンルである。略称はR&B（アール・アンド・ビー）。
激しいビートに乗せて、ブルースやゴスペルに影響された歌を叫ぶように歌うのが特徴である。ロックンロールなどのジャンルにも影響を与えた。第二次世界大戦後、ニューヨークやデトロイト、シカゴ、メンフィス、フィラデルフィア、ニューオリンズのような都市でジャズやブルース、ゴスペルなどが混ざり合い、誕生した。

## 概要
戦前にすでに存在した黒人音楽と関係の深いジャンルには、ラグタイム、ブルース、ジャズ、スウィング、ジャイブなどがあった。ビルボード誌は、1942年には早くも「ハーレム・ヒット・パレード」を掲載し、これがR&Bチャートの前身となった。R&Bは戦前には、まだジャンルとしては確立されていなかったが、ビルボード誌上では1943年ごろには、記事の中に音楽用語としてリズム&ブルースの記述が見られた。正式に音楽ジャンル名としてビルボードが使用したのは、1947年にビルボード誌のジェリー・ウェクスラーの提案によるものである。ウェクスラーが名付けるまでは、アフリカ系アメリカ人の音楽を「レイス・ミュージック」と呼び、ビルボード誌でも順位をレイス・ミュージック・チャートとして発表していた。しかし1947年に、もう人種的視点で呼ぶ時代ではない、という議論がビルボード誌編集部内でおこなわれた。後日ウェクスラーが名称としてリズム・アンド・ブルースを提案したことから、R&Bが採用されている。
ロックンロールは白人のカントリーと黒人のブルースの融合から、1954年もしくは55年ごろに生まれたとされているが、R&Bの影響も大きかった。その後、リズム・アンド・ブルースは、1960年代にはソウルミュージックとも呼ばれるようになる。当時、両ジャンルに明確な区別をつけるのは難しかった。1960年代のアメリカでは公民権運動による黒人たちの地位向上と共に、彼らのアイデンティティを再発見し、ブラックパワー運動などルーツを誇示する傾向が見られるようになった。黒人にとって、ソウル/R&Bは音楽であるだけでなく、人種差別撤廃という共通の目的を共有する、より幅広い黒人生活全般を示す言葉となった。

## 詳細
Motownは、1960年にスモーキー・ロビンソン&ミラクルズの "Shop Around" をヒットさせた。また南部では1961年にカーラ・トーマスの "Gee Whiz！がヒットした Staxレコードの次のメジャーヒットであるThe Mar-Keysの "Last Night"（1961年にリリース）によりメンフィスの純粋な南部サウンドをリリースするスタックス・レコードが知名度をあげた。 ジャマイカでは、R&Bがスカの発展に影響を与えた。R&B界には、サム・クックやジェームス・ブラウン、アレサ・フランクリン、オーティス・レディングらの大スターが誕生した。1970年代にはストリングスを使用したフィリー・ソウルも登場した。フィリー・ソウルの代表的なミュージシャンには、オージェイズ、ハロルド・メルヴィン&ブルー・ノーツ、ビリー・ポールらがいた。北部・東部のソウルだけでなく、1970年代にはアル・グリーンを擁したハイ・レコードのような南部のレーベルも活発に活動していた。

## R&Bインスト
歌唱なしのR&Bインストルメンタルの音楽家には、ビル・ドゲット、ブッカーT&MGs、キング・カーティスや、ジュニア・ウォーカー&オール・スターズらがいた。他にもザ・JBズ、ハイ・リズム、マーキーズ、フェイム・ギャング、マッスルショールズ・リズム・セクションらも活躍した。ジュニア・ウォーカーのヒット曲には、一部ヴォーカルも入っているが、フォリナーの曲をカバーした「アージェント」などは、完全なインスト曲になっている。

## ホワイトR&B
1960年代にリズム・アンド・ブルースはヨーロッパにも渡り、流行に敏感な若者たちの一部を虜にし、やがて彼らは自らリズム・アンド・ブルースを演奏するようになった。ヴァン・モリソンとゼムや、スティーヴ・ウィンウッドとスペンサー・デイヴィス・グループ、アニマルズらはR&Bを演奏し、レコードを発表した。こうして、リズム・アンド・ブルースは米国から世界へと広がっていった。

## 日本におけるR&B
日本でも1960年代には内田正人のキングトーンズ、和田アキ子、ザ・ボルテージ（桜井ユタカが歌唱指導）、安田明とビートフォークらが和製R&Bとして登場した。1970年以降は、大橋純子、宮本典子（mimi）、シャネルズ/ラッツ&スター、鈴木雅之、鈴木聖美らが和製R&Bの曲を録音した。その後、1980年代から1990年代には久保田利伸やバブルガム・ブラザーズがヒット曲を発表した。
小柳ゆきの「あなたのキスを数えましょう」は1990年代の代表的な楽曲だった。ブラザー・トムは、HUMAN SOUL 、REAL BLOODなどのR&Bグループを結成した。カンニング竹山は、左とん平の「ヘイ・ユウ・ブルース」をカバーしている。

## 1980年代以降
やがてリズム・アンド・ブルースはより洗練された方向に発展していき、1980年代以降はブラック・コンテンポラリー（ブラコン）と呼ばれるようになった。一方で1980年代から1990にかけては、伝統的なR&Bを好む世代と、ポップなR&Bを好む世代の分裂や、ディープ・ソウルやサザン・ソウルが「ブルース」と呼ばれるなどの問題点が表面化した時代だった。ブラコンの代表的な歌手にはフレディ・ジャクソン、ルーサー・ヴァンドロスらがいたが、本来のR&Bの楽曲をリリースしていたのは、グレン・ジョーンズのような「ゴスペル・ルーツ」の歌手だった。1990年代以降、ソウルがブルース的位置づけで分離され、当時の若手のガイやジョディシィ、メアリー・J. ブライジなどがリズム・アンド・ブルース (R&B) と呼ばれるようになった。

## サブ・ジャンル
- ブラックミュージック
  - ブルース
  - ゴスペル・ミュージック
  - ソウルミュージック
    - ブルー・アイド・ソウル
    - サザン・ソウル
    - ノーザン・ソウル
      - モータウン
      - シカゴ・ソウル
      - フィリー・ソウル

    - ファンク
      - ジャズ・ファンク

    - ブラック・コンテンポラリー
    - ニュージャックスウィング
    - ヒップホップ・ソウル
    - グラウンド・ビート[注 7]
    - クワイエット・ストーム
    - ネオ・ソウル